# Luigi Tentorio
Luigi Tentorio (Telgate, 26 novembre 1906 – Bergamo, 1º gennaio 1996) è stato un calciatore, allenatore di calcio e dirigente sportivo italiano, di ruolo centrocampista.

## Carriera

### Giocatore
Dotato di corsa inesauribile, tanto che arriva all'Atalanta dopo aver vinto il campionato italiano di corsa campestre, parte come attaccante nella squadra Riserve per poi trasformarsi in centrocampista di quantità, assicurando grande sicurezza in mezzo al campo.
Legatissimo a Bergamo, sua città natale, rinuncia al trasferimento al Torino pur di non allontanarsi da casa. In tutto colleziona 105 presenze in maglia neroazzurra, segnando anche 3 reti.

### Dirigente
Entra a far parte del consiglio di amministrazione dell'Atalanta nell'immediato dopoguerra, diventando il braccio destro del presidente Daniele Turani. Dotato di competenza in ambito calcistico, si occupa in prima persona delle trattative di mercato, della situazione economica della società e dei rapporti con i giocatori e con gli allenatori, diventando una sorta di factotum della società neroazzurra. Spesso influenza direttamente le scelte degli allenatori, fino a svolgerne direttamente la mansione per 16 partite nella stagione 1953-1954 (quando è affiancato da Francesco Simonetti, in possesso di patentino da allenatore).
Nella stagione 1956-1957 entra anche a far parte della commissione tecnica della Nazionale di calcio dell'Italia.
Alla morte del presidente Turani si preoccupa di trovarne un degno sostituto, trovandolo nella figura di Attilio Vicentini. Lascia il mondo del calcio prima della stagione 1966-1967, quando le società calcistiche diventano delle società per azioni, situazione totalmente contraria al suo modo di intendere il calcio. Prima di abbandonare la scena favorisce l'arrivo in società di Achille Bortolotti, futuro presidente atalantino degli anni '70.
Muore nel 1996. Il figlio, Franco, ha ricoperto la carica di sindaco di Bergamo dal 2009 al 2014.